# Eduard Hoffmann (Unternehmer)
Eduard Hoffmann (* 26. Mai 1892 in Zürich; † 17. September 1980 in Basel) war ein Schweizer Unternehmer. Er war der Sohn des Volkskundlers Eduard Hoffmann-Krayer.

## Leben

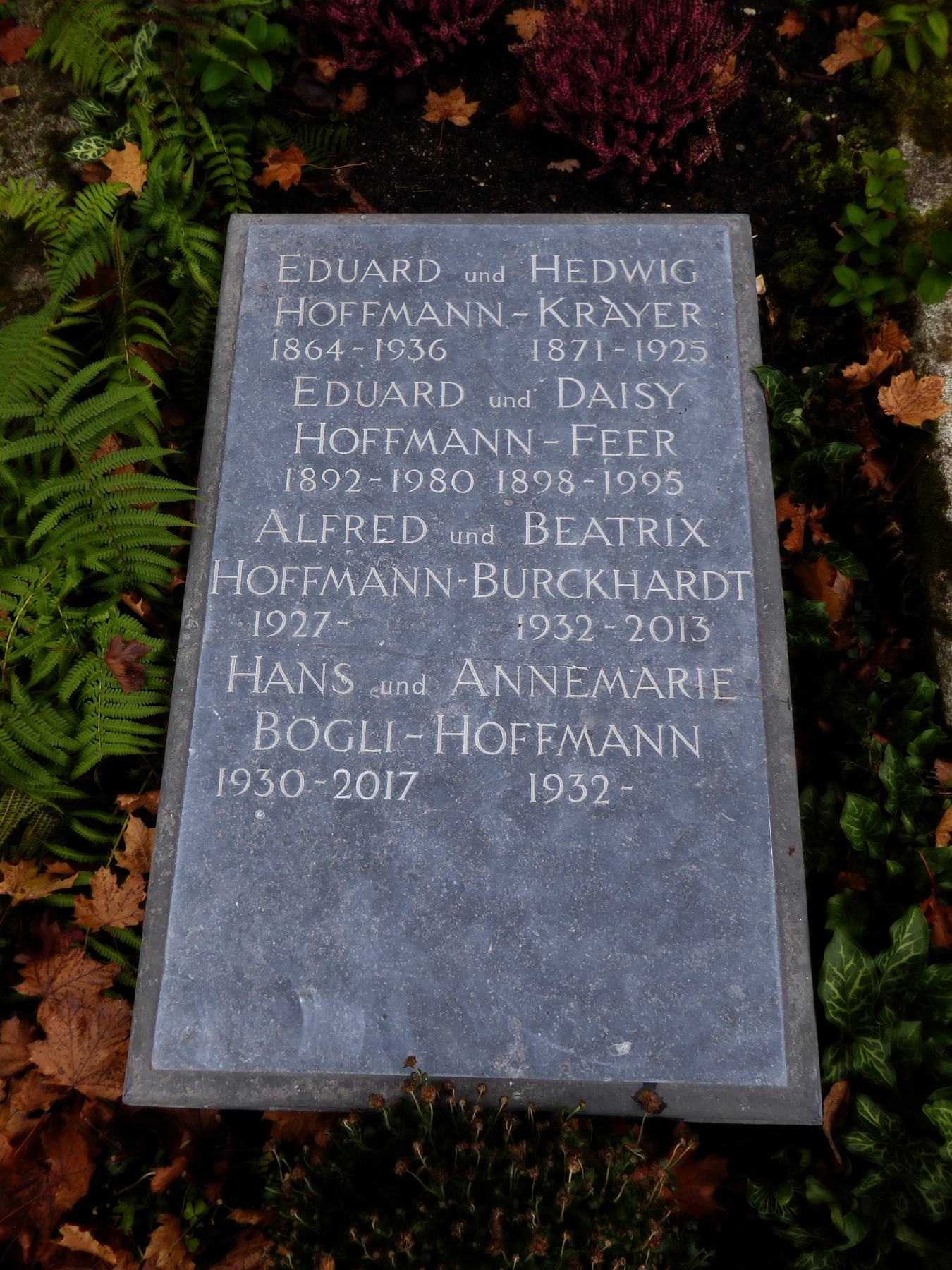
Familiengrab auf dem Wolfgottesacker, Basel

Eduard Hoffmann absolvierte das Humanistischen Gymnasiums in Basel und begann 1911 mit einem Studium der Technik und des Maschinenbaus. Verschiedene Studienaufenthalte und Praktika führten ihn nach Zürich, Berlin und München. 1917 trat er in die Haas’sche Schriftgiesserei ein, die von seinem Onkel Max Krayer geführt wurde. Nach 1937 stieg Hoffmann neben seinem Onkel zum gleichberechtigten Direktor auf. Nach dessen Tod 1944 übernahm er den Betrieb.
Hoffmann engagierte sich auch in gemeinnützigen Organisationen wie dem Verein für Säuglingsfürsorge. Er war Aktuar des Vereins für das Historische Museum Basel und Mitglied der Schweizerischen Gesellschaft für Volkskunde. Er setzte sich für die Einrichtung eines Druckereihandwerks-Museums ein und gehörte zu den Gründern der Stiftung Basler Papiermühle.
Eduard Hoffmann fand seine letzte Ruhestätte auf dem Wolfgottesacker in Basel.